# Jan Erik Olsen
Jan Erik Olsen (* 14. Januar 1943 in Oslo) ist ein ehemaliger norwegischer Radrennfahrer und nationaler Meister im Radsport.

## Sportliche Laufbahn
1962 gewann er den nationalen Titel im  Mannschaftszeitfahren gemeinsam mit Per Digerud und Ivar Westby. Auch den Titel in der Mannschaftswertung des Titelkampfes im Straßenrennen holte er mit Digerud und Odd Arnesen. 
In der Internationalen Friedensfahrt wurde Olsen 1963 86. der Gesamtwertung.